# Stern John
Stern John (* 30. října 1976) je bývalý trinidadsko-tobažský fotbalový útočník, naposledy hrající nižší anglickou ligu za celek Solihull Moors. Zúčastnil se fotbalového MS 2006 v Německu.